# Headlong
Singles de Queen
I'm Going Slightly Mad
(1991) The Show Must Go On
(1991)
Pistes de Innuendo
I'm Going Slightly Mad I Can't Live With You
Headlong est une chanson du groupe britannique Queen, écrite par Brian May, sortie en 1991 et extraite de l'album Innuendo.

## Autour de la chanson
Brian May écrit initialement la chanson pour son premier album solo, Back to the Light. Mais en entendant Mercury la chanter, il décide de la retravailler avec le reste du groupe et de l'inclure dans l'album Innuendo.

## Clip vidéo
Le clip de la chanson est un des derniers tournés avec Freddie Mercury. On voit beaucoup le chanteur dans le clip ; celui-ci a été tourné avant le clip de I'm Going Slightly Mad. La vidéo montre le groupe en studio en train d'interpréter la chanson entrecoupé de passages où on voit le groupe discuter ou travailler dans ce même studio.
Les scènes où l'on voit Mercury en pull jaune et où on le voit avec deux différentes chemises bleues ont été tournées vers la fin de 1990 aux Metropolis Studios de Londres pour la sortie du Innuendo EPK. Les extérieurs des studios apparaissent aussi au début et à la fin du clip.
Tout comme tous les autres clips de l'album, et comme la plupart des clips depuis One Vision, celui-ci a été réalisé par le duo autrichien Rudi Dolezal et Hannes Rossacher.
On peut apercevoir dans le clip Brian May habillé d'un T-shirt Bart Simpson : Les Simpson, présents à l'écran depuis 1989, commençaient alors leur ascension vers le succès.
C'est à ce jour le dernier clip en couleur où le chanteur y figure puisque dans les deux clips suivants (les derniers avec Mercury) I'm Going Slightly Mad et These Are the Days of Our Lives sont en revanche, en noir et blanc.

## Classements
| Classement (1991)                   | Position |
| ----------------------------------- | -------- |
| États-Unis (Mainstream Rock Tracks) | 3        |
| Royaume-Uni (UK Singles Chart)      | 14       |
| Australie                           | 20       |
| Canada (RPM)                        | 25       |
| Irlande (IRMA)                      | 25       |
| Pays-Bas (Single Top 100)           | 43       |